# Lilbourn
Lilbourn – miasto w Stanach Zjednoczonych, w stanie Missouri, w hrabstwie New Madrid.